# Akihiro Ienaga
Akihiro Ienaga (jap. 家長昭博 Ienaga Akihiro; ur. 13 czerwca 1986 w Nagaokakyō) – japoński piłkarz grający na pozycji pomocnika w Omiya Ardija.

## Kariera klubowa
Karierę juniorską rozpoczął w wieku 9 lat w klubie ze swojego miasta, Nagaokakyō S.S. W 1999 trafił do Gamby Osaka, z którą w 2004 podpisał profesjonalny kontrakt. W grudniu 2008 przebywał na testach w Plymouth Argyle. Angielski klub chciał podpisać kontrakt z zawodnikiem, ale nie otrzymał on pozwolenia na pracę, więc został wypożyczony do Oity Trinita. 8 stycznia 2010 Ienaga trafił na kolejne wypożyczenie, tym razem do Cerezo Osaka. W grudniu 2010 podpisał czteroletni kontrakt z RCD Mallorca. 1 stycznia 2011 został oficjalnie przedstawiony jako zawodnik zespołu, otrzymując koszulkę z numerem 14 i imieniem „Aki”. 6 lutego 2011 zadebiutował w lidze w meczu z Osasuną. W lutym 2012 został wypożyczony do Ulsan Hyundai FC. W lipcu 2012 na zasadzie wypożyczenia wrócił do Gamby. W styczniu 2013 przedłużył kontrakt z tym klubem o pół roku. W styczniu 2014 przeszedł do Omiya Ardija.

## Kariera reprezentacyjna
Ienaga rozegrał 3 mecze w reprezentacji Japonii. Zadebiutował w niej 24 marca 2007 w meczu Kirin Cup z Peru. Wcześniej, w barwach kadry U-20 startował na mistrzostwach świata w 2005, na których rozegrał 4 mecze.

## Życie osobiste
Żonaty, ma dwóch synów.